# Fußball-Bundesliga/Rekorde/MSV Duisburg
Der Artikel Fußball-Bundesliga/Rekorde/MSV Duisburg listet die vereinsspezifischen Rekorde des MSV Duisburg auf, die mit Bezug auf die Zugehörigkeit zur deutschen Fußball-Bundesliga gehalten werden.
Der Verein ist aktuell kein Bundesligist (Stand: Saison 2025/26).
Siehe auch: 

## Vorbemerkung
Es besteht eine Unterteilung zwischen Positiv- und Negativrekorden sowie vereinsinternen Bestmarken. Weitere Rekorde, die dem Verein nicht zuzuordnen sind, werden im Hauptartikel unter „Allgemein“ gelistet. Dort bestehen zudem die Rubriken „Trainerspezifische Rekorde“, „Schiedsrichterspezifische Rekorde“ sowie „Sonstige Rekorde“. Es besteht außerdem die Möglichkeit „In nächster Zeit möglicherweise fallende Bestmarken“ im unteren Bereich der Hauptseite festzuhalten, bzw. die neuen Rekorde an die passenden Stellen einzusortieren. Wenn möglich, wird zu einem Positivrekord auch der Negativrekord als Gegenstück gelistet (und andersrum). Die Liste erhebt keinen Anspruch auf Vollständigkeit.

## MSV Duisburg
Aktuelle Platzierung in der Ewigen Tabelle der Fußball-Bundesliga: Platz 17 von 58 (Stand: 34. Spieltag 2024/25)

### Positivrekorde
- einziger Tabellenführer mit negativem Torverhältnis (29:30 am 22. Spieltag 1993/94)[2]
- höchster Auswärtssieg der Bundesliga-Historie: 9:0 (bei Tasmania Berlin am 26. März 1966)[3]
- in den meisten Spielen in einer Saison mindestens 8 Tore erzielt: 2 (1965/66, gemeinsam mit dem FC Bayern, 2023/24)[4]
- einziger Spieler mit mindestens 15 Einsätzen und mindestens ebensovielen Treffern, wie Einsätzen: Rüdiger Mielke (15 Einsätze und 15 Tore, Stand: 31. Spieltag 2024/25)[5]
  - auch einziger Spieler mit mindestens 15 Einsätzen, der mindestens die gleiche Anzahl Treffer erzielte, wie er Einsätze hat: Rüdiger Mielke (15 Treffer bei 15 Einsätzen, Stand: 31. Spieltag 2024/25)[5]

### Negativrekorde
- Torhüter mit den meisten Spielen in Folge für einen Verein, in denen er mindestens einen Gegentreffer kassierte: Dietmar Linders (34, zwischen 1974 und 1976, Stand: 22. Spieltag 2023/24)[6][7]
- Spieler, der die erste Gelbe Karte erhielt: Johannes Linßen (am 22. Januar 1971, gegen Rot-Weiß Oberhausen; jedoch durch eine Verwechslung mit dem eigentlichen Sünder Đorđe Pavlić zu Unrecht durch Schiedsrichter Horst Bonacker verwarnt)[8][9]

### Vereinsintern
- Rekordspieler: Michael Bella (405 Einsätze)[10]
- Rekordtorhüter: Gerhard Heinze (205 Einsätze)[10]
- Rekordtorschütze: Ronald Worm (71 Tore)[11]
- jüngster Spieler mit Dreierpack: Rainer Budde (19 Jahre und 341 Tage, beim 7:0-Sieg gegen den 1. FC Kaiserslautern am 6. April 1968)[12]
- Torhüter mit den meisten Spielen in Folge, in denen er mindestens einen Gegentreffer kassierte: Dietmar Linders (34, zwischen 1974 und 1976, Stand: 22. Spieltag 2023/24)[6][7]
- zu den meisten Strafstößen angetreten, ohne Fehlschuss: Ludwig Nolden (15/15, 23. November 1963 bis 5. November 1966, Stand: 18. Spieltag 2024/25)[13][14]
- meiste Strafstöße in Folge verwandelt: Ludwig Nolden (15, 23. November 1963 bis 5. November 1966, Stand: 18. Spieltag 2024/25)[14][13]